# Somateria spectabilis

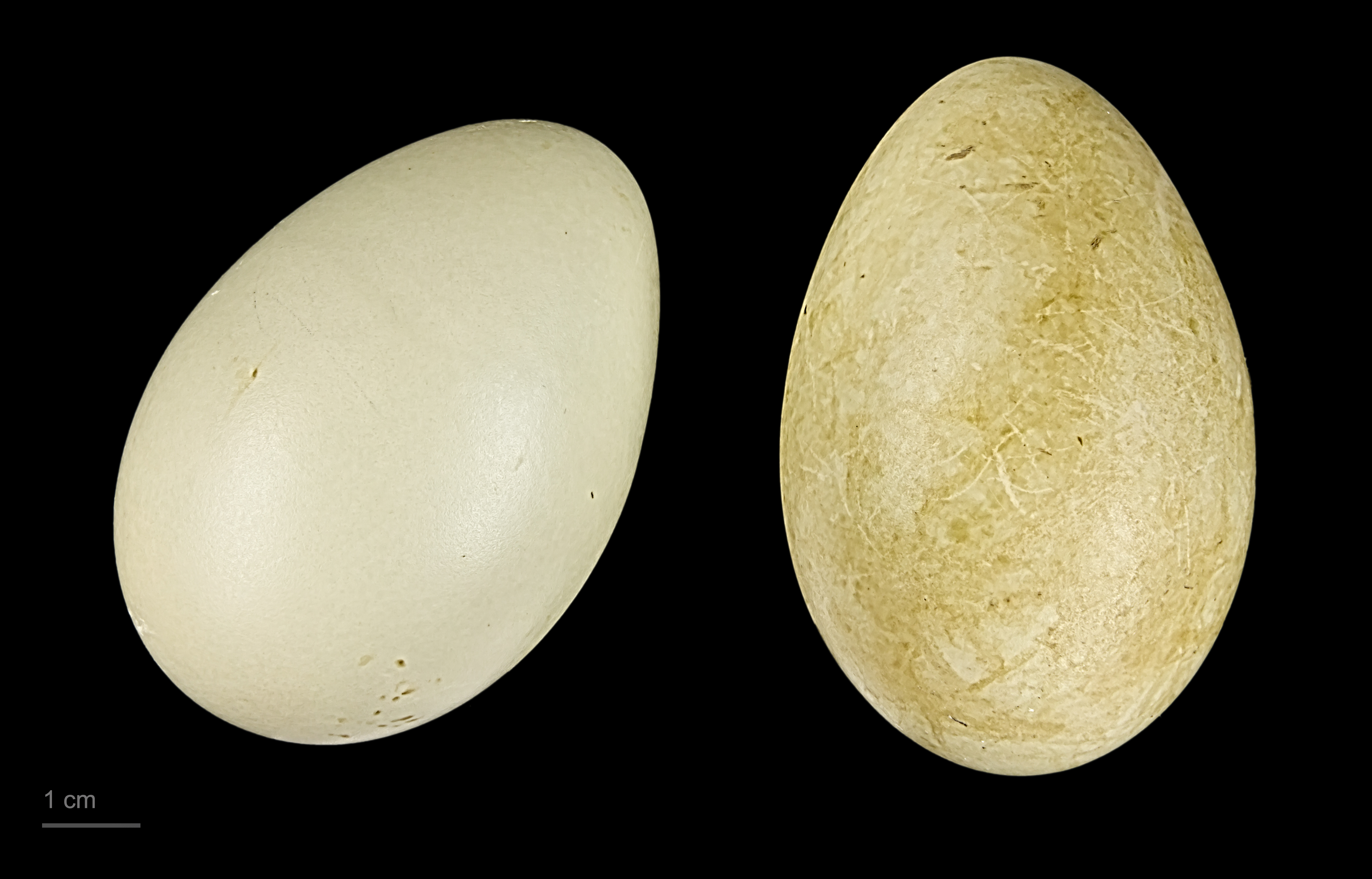
Somateria spectabilis - MHNT

El eider real (Somateria spectabilis) es una especie de ave anseriforme de la familia Anatidae. Es propio del Ártico y no se reconocen subespecies.

## Descripción
El plumaje nupcial del macho es inconfundible y presenta una proturberancia comprimida lateralmente de gran tamaño en la frente de color naranja, así como la nuca azulada. De lejos parecen negros por detrás y blancos por delante. Las hembras son difíciles de distinguir de las del eider común (Somateria mollissima), aunque muestra una cabeza más redondeada.

## Distribución
Se reproduce en las costas del océano Ártico de Europa, América y Asia. En verano su distribución es más meridional, llegando a Islandia y el norte de las islas británicas.